# Delray Beach International Tennis Championships 1999
Il Delray Beach International Tennis Championships 1999 (conosciuto anche come Citrix Tennis Championships per motivi di sponsorizzazione) è stato un torneo di tennis giocato sulla terra verde. È stata la 7ª edizione del Delray Beach International Tennis Championships, che fa parte della categoria International Series nell'ambito dell'ATP Tour 1999. Si è giocato al Delray Beach Tennis Center di Delray Beach in Florida, dal 3 maggio al 10 maggio 1999.

## Campioni

### Singolare
Lleyton Hewitt ha battuto in finale  Xavier Malisse con il punteggio di 6–4, 6(2)–7 , 6–1

### Doppio
Maks Mirny /  Nenad Zimonjić hanno battuto in finale  Doug Flach /  Brian MacPhie con il punteggio di 7–6(3), 3–6, 6–3